# CoCo Brown

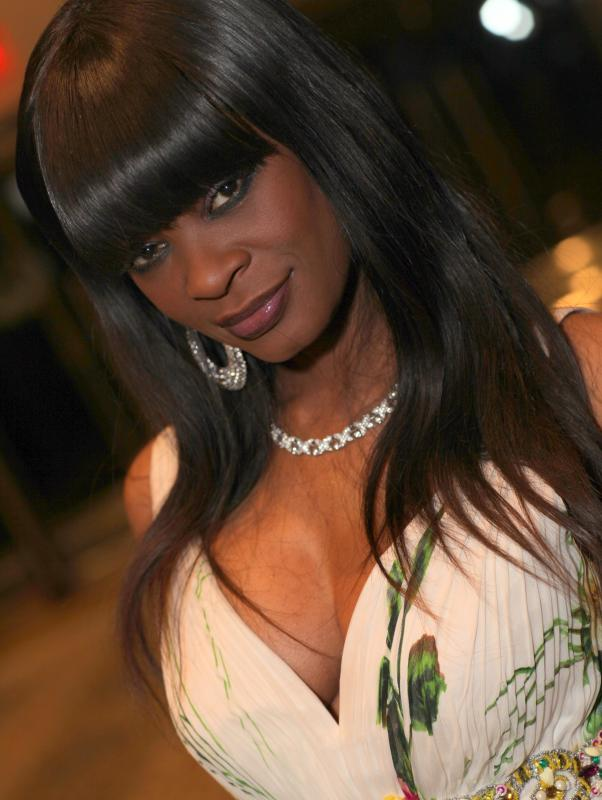
Coco Brown (2013)

CoCo Brown (* 16. September 1978 in Toledo, Ohio) ist eine US-amerikanische Pornodarstellerin. Sie sollte außerdem Raumfahrerin für Space Expedition Corporation (SXC) werden, doch die Firma für Weltraumtourismus ging vor dem ersten Flug bankrott.

## Leben
CoCo Brown wurde 1978 in Toledo, Ohio geboren. Als sie in der Middle School war, zog sie mit ihrer Familie nach Las Vegas. Ursprünglich wollte sie Tierärztin werden, doch sie hatte Differenzen mit ihren Eltern. Sie verließ ihr Elternhaus mit 15 und kehrte nie wieder zurück.
Brown arbeitete als Stripperin für Déjà Vu in Las Vegas und wurde dort von Pornoproduzent Nicky Starks entdeckt. 1999 zog sie nach Deutschland und unterschrieb dort einen Exklusivvertrag für DBM, für das sie 19 Filme drehte. Zunächst nahm sie den Namen Honey Love an, änderte diesen jedoch später in CoCo Brown. Sie gewann bei den Venus Awards 2002 den Preis als Beste Newcomerin. Bei den Venus Awards 2003 war sie als beste Darstellerin nominiert. 2003 verließ sie die Pornoszene. Sie versuchte sich unter dem Künstlernamen Ms No Tonsils als DJ und Rapperin. 2005 spielte sie eine kleine Rolle im Film Antikörper von Christian Alvart.
Brown unterschrieb 2016 für einen suborbitalen Flug, der eine Stunde dauern sollte und sie für 90 Sekunden in den Zustand der Schwerelosigkeit versetzen sollte. Der Flug wurde von Space Expedition Corporation (SXC) aus den Niederlanden organisiert, ein Unternehmen für Weltraumtourismus. Sie begann mit dem Training für den Flug bei XCOR Aerospace und machte einen Pilotenschein. Bei dem Flug sollte sie als Co-Pilot dienen. Sie wäre damit die vierte Afroamerikanerin und erste Pornodarstellerin im Weltall geworden. XCOR ging jedoch 2017 insolvent, bevor das Unternehmen den ersten Flug anbieten konnte.

## Privatleben
CoCo Brown war zwischen 2001 und 2010 mit dem Millionär Andreas Gauger verheiratet. Sie hat außerdem einen Sohn aus einer früheren Beziehung.

## Filmografie
Mainstream
- 2005: Antikörper

Pornofilme (Auswahl)
- 1998: Bomb Ass Pussy 2 (Debütfilm)
- 2001: Sperma Hotel
- 2001: Coco's Hochzeit
- 2001: Coco's Saugservice
- 2002: Coco's Privatdetektei
- 2002: Die Teppichluder
- 2002: Deep Throat Coco
- 2002: Casting by Coco